# بوليفارد سيتي
بوليفارد سيتي أو جادّة المدينة هي إحدى مناطق فعاليات موسم الرياض الترفيهي العالمي الذي يقام في مدينة الرياض عاصمة المملكة العربية السعودية، وتشرف عليه الهيئة العامة للترفيه. تقع في حي حطين شمال الرياض، وهي أكبر مناطق فعاليات الموسم.

## الوصف
يمثل بوليفارد الرياض مجمعًا مفتوحًا بمساحة 900 ألف متر مربع؛ حيث تضاعفت مساحته في العام 2021 ثلاثة أضعاف لاستيعاب 9 مناطق ثانوية. ويضم 200 مطعم ومقهى ومتجر متنوع، مع ممشى بطول 3 كلم، و 9 استديوهات عالمية، و 4 مسارح عربية وعالمية، وكذلك منطقة مخصصة للأطفال تحتوي على 500 لعبة إلكترونية.
كما يضم فندقاً بخدمات خمس نجوم على طراز بوتيك هوتيل. بالإضافة إلى ناد صحي ومكاتب تجارية.

## المناطق
تضم منطقة البوليفارد تسع مناطق هي: «النافورة» وما حولها من مطاعم ومقاهي وسينما، و«سكوير» وهي منطقة تسوق تجمع أفضل العلامات التجارية المحلية والعالمية، و«جاردن» وهي مخصصة لعشاق المناطق الخضراء، ومنطقة «موسيقى» التي تضم ساحات للعروض الموسيقية الحية بالإضافة إلى مسرحي الفنانين محمد عبده وأبو بكر سالم، ومنطقة «تروكاديرو» التي تتضمن مراكز ترفيهية عائلية، والمنطقة الثلجية أفالانش، ومنطقة «ستوديو» ومنطقة سبورت.

## الفعاليات

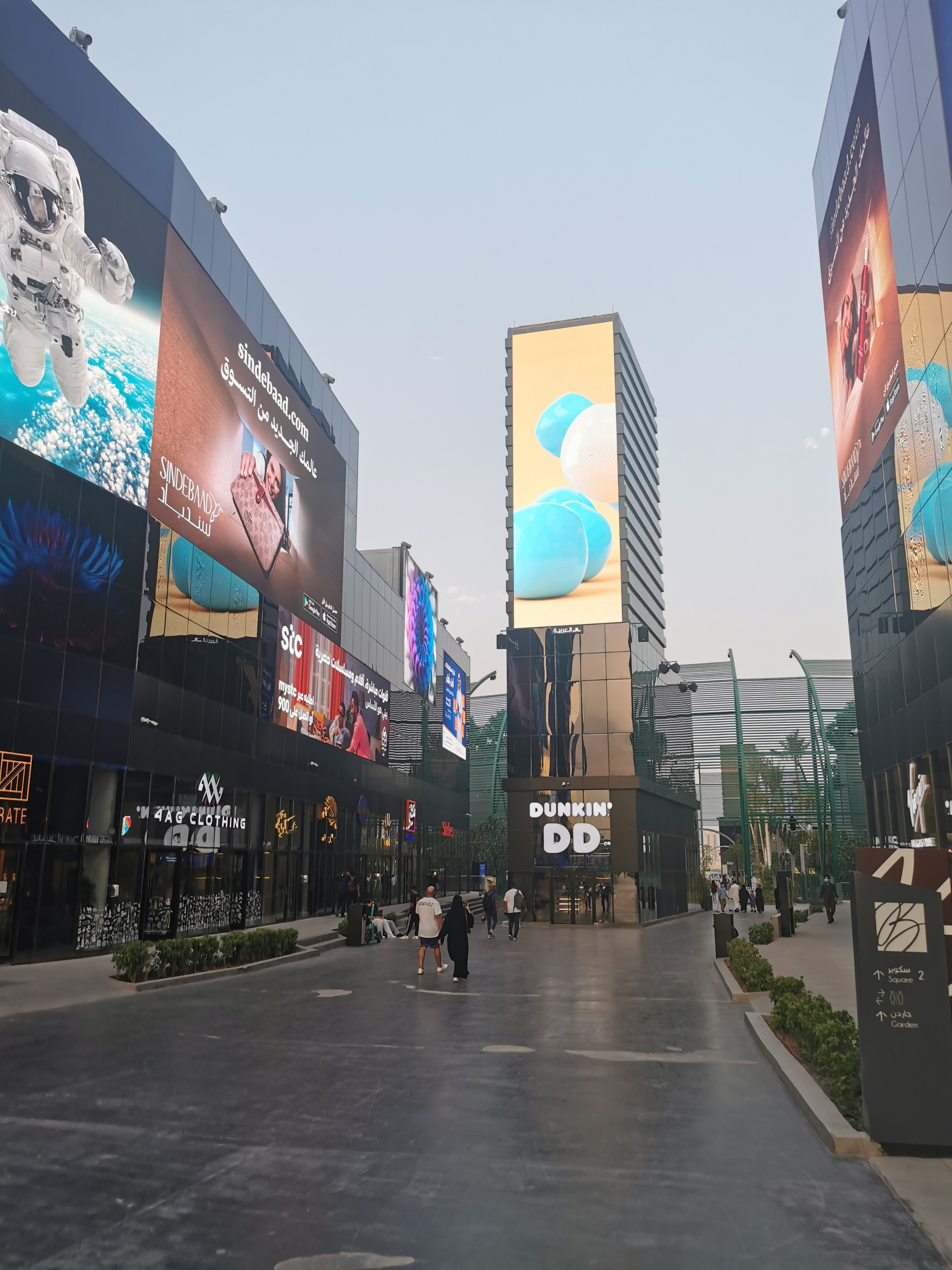
بوليفارد رياض سيتي

تحتوي «بوليفارد رياض سيتي» على تسع مناطق، أبرزها منطقة النافورة التي تتميز بتوفر عروض مختلفة من إضاءات الليزر والألوان والموسيقى التي تتلائم مع عرض النافورة.
وتشمل فعاليات بوليفارد رياض سيتي، «تجربة متاهة الكريستال» التي تقام لأول مرة خارج المملكة المتحدة، وتدور فعالياتها حول تحدٍّ داخل المتاهة للاستمتاع بخوض تجارب تتضمن نشاطات ذهنية وحركية وفردية وجماعية، وفعالية «تجربة مسامير» وهي لعبة ديناميكية تجسد تجربةً مختلفةً على متن مركبة يتعرض فيها المشارك لجميع المؤثرات البصرية والحسية.
كما تضم المنطقة فعالية «أبطال خفة اليد»، وهو عرض عالمي يجمع بين الألعاب السحرية الضخمة وخفة اليد، ويصل عددها إلى 21 عرضًا، وفعالية «قبة الثلج»، وهي عالم جليدي على شكل قبة ثلجية تقدم فعاليات شتوية مثل: جدار التسلق، وحديقة الثلج، والهوكي، إضافةً إلى لعبة الزحليقة العملاقة التي تعد أكبر زحليقة من نوعها بمسارات تزلج للكبار والصغار في وسط أجواء ثلجية. وتصل مساحة قبة الثلج إلى نحو 2300م2، وتحتوي على نحو 12 لعبة للكبار والأطفال، وتتميز بأن الثلج الذي يتساقط من أعلاها طبيعي وليس صناعيًا، إذ تصل درجة الحرارة فيها إلى خمس درجات تحت الصفر تقريبًا.
وتحتوي فعاليات منطقة «بوليفارد رياض سيتي»، على إطلاق فعالية «جولف الأول»، وهي جهة ترفيهية متكاملة لهواة الجولف تقام لأول مرة في الرياض، إضافةً إلى فعالية «فيرستيمنت»، وهو موقع مخصص لتحديات معركة الألوان، ورمي الأسهم وغيرها من فعاليات الحركة والإثارة.
ومن الفعاليات أيضًا «بوليفارد المواهب» وتشمل تجربة المواهب تحت إشراف مديري أعمال محترفين، لتحويل الموهوبين إلى نجوم لامعين لهم اسمهم على مستوى الشرق الأوسط، وعرض مسرحية «سلام مربع» من بطولة محمد هنيدي، وهي مسرحية اجتماعية مليئة بالمواقف المضحكة تقام على مسرح بكر الشدي.
وتحتضن المنطقة فعاليات عالمية تقام لأول مرة على مستوى العالم، إضافةً إلى حضور واحدة من أكبر دور العرض في الشرق الأوسط، والتي تحتوي على شاشات سينمائية عالية الجودة تُعرض فيها أحدث الأفلام قبل نزولها في صالات السينما العالمية، وتصل مساحتها إلى 22,280م2، بشاشات سينما يصل عددها إلى 25 شاشة.

## أوقات الزيارة
تستقبل منطقة «بوليفارد رياض سيتي» زوارها يوميًّا من الساعة 02:00 مساءً وحتى الساعة 2:00 صباحًا طوال أيام الأسبوع، كما تحتوي على أكثر من 10 آلاف موقف لسيارات الزوار، منها مواقف مخصصة لذوي الاحتياجات الخاصة، إضافةً إلى مواقف لخدمة صف السيارات.